# Јакини (Кјети)
Јакини (итал. Iachini) је насеље у Италији у округу Кјети, региону Абруцо.
Према процени из 2011. у насељу је живело 16 становника. Насеље се налази на надморској висини од 222 м.